# مجلة إكس بوكس الرسمية
مجلة إكس بوكس الرسمية (أو اختصار: OXM) كانت مجلة بريطانية شهرية لألعاب الفيديو، بدأت في نوفمبر 2001 حول إطلاق إكس بوكس الأصلي، صدرت معاينة لها في الحدث الترفيهي E3 2001 مع إصدار معاينة آخرى في نوفمبر 2001، تم تجميع المجلة مع قرص يتضمن عروض تجريبية للألعاب ومعاينة مقاطع الفيديو بالإضافة إلى مقاطع دعائية ومحتويات أخرى تتعلق بـ : تحديثات اللعبة أو إكس بوكس أو بيانات الألعاب المجانية.
قدمت الأقراص برنامج للـ إكس بوكس 360 لتوافق مع الإصدارات السابقة لألعاب إكس بوكس الأصلية وللذين لا يملكون وصول واسع النطاق أو إكس بوكس لايف. اعتبارًا من يناير 2012 ، لم تعد المجلة تتضمن قرصًا تجريبيًا، وفي منتصف عام 2014، تم دمج النسخة الأمريكية مع نسخة المملكة المتحدة على الموقع الإلكتروني، والتي استمرت بضعة أشهر فقط حتى أعلنت شركة فيوتشر بي إل سي أنها ستغلق موقعها الإلكتروني جنبًا إلى جنب مع جميع المواقع الأخرى التي نشرتها، بما في ذلك إدج و«ألعاب الكمبيوتر والفيديو».   في فبراير 2015 ، تمت إعادة توجيه المجلة وجميع مواقع ألعاب الفيديو الخاصة بـ Future إلى غيمز رادار . 
تم إغلاق المجلة في أبريل 2020 من قبل مالكي Future Publishing ، في مراجعة للعناوين. وكان مرض فيروس كورونا أحد الأسباب. 

## العاملين
طبعة المملكة المتحدة والولايات المتحدة
- المحرر: كريس بيرك
- محرر الألعاب: ديف ميكليهام
- الكاتب: آدم براينت
- محرر الإنتاج: درو سليب
- محرر فنون أول: وارن براون